# حسين شان وردي
حسين شان وردي ( بالتركية Hüseyin Şanverdi ) (مواليد 1963 ، هاتاي ) هو رجل أعمال تركي وعالم دين ونائب عن حزب العدالة والتنمية في مدينة هاتاي للدورة السابعة والعشرين في البرلمان التركي.

## الحياة الشخصية
أكمل دراسته الابتدائية والثانوية في منطقة الريحانية في مقاطعة هاتاي وفي وقت لاحق ، تخرج من كلية اللاهوت بجامعة الأناضول وبدأ العمل في التجارة عام 1989 وفي عام 1999 ، أسس مصنع الحلج والكبس وبدأ تجارة القطن والذرة والقمح.
وبدأ حياته السياسية مع حزب الرفاه عام 1991 وتم انتخابه من حزب الرفاه لعضوية مجلس بلدية الريحانية عام 1994 ورئيس منطقة الريحانية لحزب الرفاه عام 1996
وفي عام 2001 واصل العمل السياسي في حزب العدالة والتنمية ولعب دورًا مهمًا في تأسيس رئاسة منطقة الريحانية التابعة لحزب العدالة والتنمية وأصبح رئيس المقاطعة و المؤسس لحزب العدالة والتنمية فيها.
وفي عام 2004 تم انتخابه عمدة مدينة الريحانية وشغل منصب رئيس البلدية لمدة ثلاث فترات بين عامي 2015 و 2018 و شغل منصب نائب رئيس مجموعة حزب العدالة والتنمية في بلدية هاتاي  وفي الانتخابات العامة التركية 2018 ، انتخب نائبًا عن هاتاي عن حزب العدالة والتنمية ودخل البرلمان التركي و يجيد اللغة العربية.
وهو متزوج ولديه خمسة أولاد.